# Kryptogen
Der Ausdruck kryptogen und das Synonym kryptogenetisch kommen aus dem Griechischen (altgriechisch κρυπτός kryptós, deutsch ‚verborgen‘) und werden in der Medizin genutzt.
Im deutschsprachigen Raum werden sie gebraucht für die Beschreibung einer Erkrankung, bei der der Ursprung einer Schädigung mit den aktuell verfügbaren diagnostischen Methoden nicht nachzuweisen, allerdings aufgrund von  Untersuchungsergebnissen (Anamnese, Verlauf usw.) anzunehmen ist. Es geht also um die Kennzeichnung von Erkrankungen, deren Ursache bislang nicht herausgefunden werden konnte (unbekannte Ätiologie). Besonders häufig werden die Ausdrücke in der Epileptologie gebraucht zur Klassifizierung epileptischer Anfälle.
Ein mögliches Ziel bei der Behandlung von Menschen mit einer als kryptogen eingestuften Erkrankung ist es, deren Ursache doch noch herauszufinden und dadurch die Therapie gegebenenfalls optimieren zu können.
Beispiel: Infektionskrankheiten wie die „kryptogene Sepsis“.
Im englischsprachigen Raum werden die Begriffe „kryptogen“ und „kryptogenetisch“ oft synonym mit dem Ausdruck idiopathisch verwendet.